# FIFA Soccer '96
FIFA Soccer '96 is een op voetbal gebaseerd spel dat is uitgebracht door Electronic Arts, onder het label EA Games. Het spel is uitgebracht in 1995.
Het is het 3e spel van de FIFA Footballserie. In fifa '96 wordt voor het eerst gebruikgemaakt van een nieuwe techniek genaamd "virtual stadium" welke doet voorkomen dat het spel zich afspeelt in een 3-dimensionaal stadion met bijbehorend speelveld.
Fifa '96 heeft twee beschikbare schermresoluties, VGA en SVGA.

## Platforms
| Platform        | Jaar |
| --------------- | ---- |
| DOS             | 1995 |
| PlayStation     | 1995 |
| SEGA 32X        | 1995 |
| SEGA Saturn     | 1995 |
| SNES            | 1995 |
| Sega Mega Drive | 1995 |

## Competities
Fifa '96 telt 8 gelicenseerde competities, de beschikbare teams zijn in de meerderheid gebaseerd op de selectie's van het seizoen 94/95.
- Campeonato Brasileiro Série A
- Premier League
- Ligue 1
- Bundesliga
- Serie A
- Eredivisie
- Primera División
- Major League Soccer

## Muziek
FIFA '96 beschikt over vijftien liederen welke zijn gecomponeerd en beschikbaar gesteld door Graeme Coleman.

## Ontvangst
| Beoordeeld door                 | Platform    | Datum            | Score |
| ------------------------------- | ----------- | ---------------- | ----- |
| Consoles Plus                   | SEGA Saturn | februari 1996    | 90%   |
| PC Joker                        | DOS         | december 1995    | 90%   |
| GamePro (USA)                   | SNES        | december 1995    | 90%   |
| Power Play                      | DOS         | december 1995    | 88%   |
| Super Power (Zweden)            | PlayStation | februari 1996    | 85%   |
| Coming Soon Magazine            | PlayStation | 14 februari 1996 | 80%   |
| Electronic Gaming Monthly (EGM) | SEGA Saturn | februari 1996    | 80%   |
| GamePro (USA)                   | SEGA Saturn | april 1996       | 80%   |
| IGN                             | PlayStation | 21 november 1996 | 78%   |
| All Game Guide                  | SEGA Saturn | 1998             | 70%   |